# 杰伊·穆泽
杰伊·穆泽（Jay Meuser，1911年9月29日-1963年8月19日）是一名美国抽象表现主义画家。他的作品很多，表现手法多样，他当过人物画家、插图画家，还未一些报纸作过漫画。他所作罗斯福画像悬挂于白宫。1953年曾任圣彼得罗水彩社主席，曾制定改造社团美术馆的计划。